# Menthé
Dans la mythologie grecque, Menthé (en grec ancien Μένθη, Ménthê) ou Minthé (Μίνθη, Mínthê) est une nymphe qui a été transformée en plante : la menthe.

## Généalogie
Elle est chez Oppien fille du Cocyte (un des cinq fleuves des Enfers), ce qui fait d'elle la petite-fille du titan Océan et de son épouse, la titanide Téthys.
Sa mère n'est pas nommée.

## Amour
Aimée d'Hadès, elle est délaissée par le dieu lorsque celui-ci enlève Perséphone (Coré) ; elle n'a alors de cesse de se lamenter et de dénigrer sa rivale.

## Métamorphose

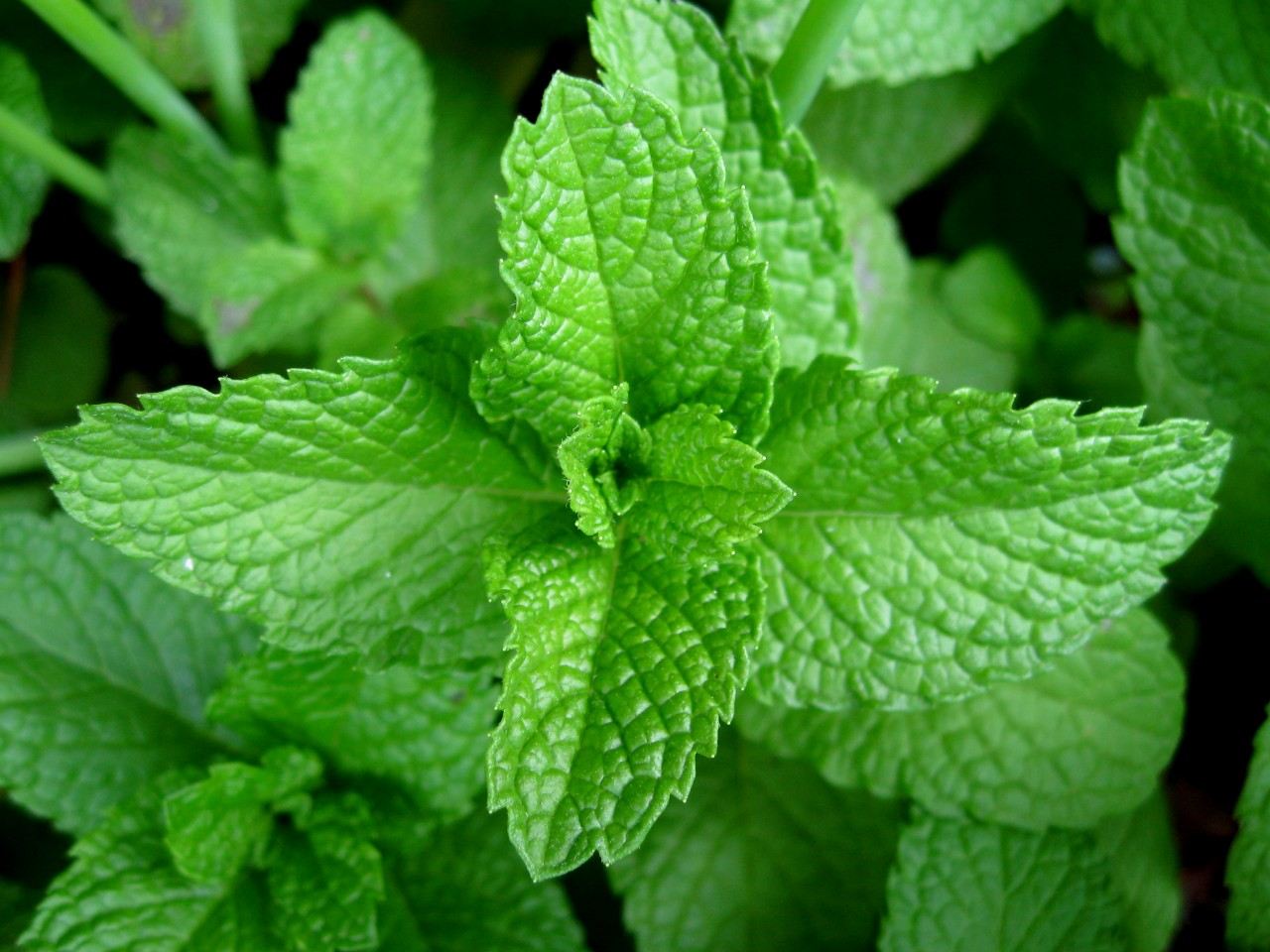
Dans la mythologie grecque, la menthe tire son origine de la métamorphose de Menthé.

De nombreuses versions existent dans lesquels est contée la métamorphose de la nymphe Menthé en menthe.
La transformation de la nymphe est rapportée par Strabon. Celui-ci mentionne le fait que Menthé est piétinée par Perséphone elle-même jalouse de son union avec son mari ou sa mère. Après sa rupture avec Hadès, Menthé se met à critiquer ouvertement la femme d'Hadès, Perséphone. Cette dernière, folle de rage, la piétine avant de la transformer en menthe. Hadès, pris de pitié, pour conserver le souvenir de cette nymphe, aurait donné à cette plante une odeur particulièrement entêtante.
Strabon rapporte par ailleurs l'existence d'un mont Minthé, nommé d'après la nymphe . Ce mont serait situé non loin de Pylos, à l'Est.
Dans une autre version, Perséphone piétine la malheureuse avant d'opérer la métamorphose.